# Nikolay Kozlov
Nikolay Nikolayevich Kozlov (en russe : Николай Николаевич Козлов, né le 21 juillet 1972 à Chtcherbinka) est un joueur de water-polo russe qui a participé aux Jeux olympiques de 1992 (équipe unifiée), 1996, 2000 et 2004, en remportant une médaille d'argent et deux médailles de bronze.